# Nizami
Pour les articles homonymes, voir Nizami (homonymie).
Nizami ou Nezami Gandjavi (en persan : نظامی گنجوی / Neẓâmi Ganjavi, signifiant littéralement « Nizami de Gandja » ; en azerbaïdjanais : Nizami Gəncəvi, né vers 1141 à Gandja (dans l'actuel Azerbaïdjan), et mort en 1209, dont le nom complet est Nezam al-Din Abou Mohammad Elyas Ibn Youssouf Ibn Zaki Ibn Mou’ayyad Nezami Gandjavi, fut un poète persan, reconnu pour sa force d'invention poétique. Il fut avant tout un grand savant et l'auteur d'épopées romanesques, influencé profondément par le mysticisme.

## Biographie
Bien que certains affirment que Nizami, poète persan, serait né à Ghahestan, un village près de Qom situé à 150 km au sud-ouest de Téhéran, la plupart des sources situent sa naissance à Gandja (actuellement en Azerbaïdjan),,,. Il y vécut, puisque ses parents s'y installent, et ne l'a quittée qu'une fois. Nizami dédia ses œuvres écrites en persan à divers princes iraniens.
Sa famille est originaire de la ville de Qom, près de Téhéran. Comme il dit dans le Livre d'Alexandre :
Même si je suis perdu à Gandja comme une perle,

je suis de Ghahestan de Qom.
Ainsi, son père Moayyad quitta Qom, sa ville natale, pour aller s'établir à Gandja.
Tous les membres de la famille de Nizami étaient savants. Dès son jeune âge, il commença à étudier toutes les branches scientifiques, philosophiques, théologiques, etc. de son époque. À ce propos, il dit :
Tout ce qu'il y a en astronomie,

les détails dans toutes les sciences,

je les ai appris, et j'ai cherché dans toutes leurs pages, leurs mystères.
Très peu d’informations sur sa vie sont disponibles. Il est né entre 1140 et 1146. Il est devenu tôt orphelin et a été élevé par son oncle maternel, Khadjeh Omar, particulièrement cultivé. C’est lui, d’ailleurs, qui transmet tout son savoir à Nizami. Sa mère, Raïssa, est d’origine iranienne, mais d'une tribu kurde, et son père, Youssouf, d’origine iranienne.
Il s’est marié trois fois. Le prince de Darband, Fakhr-é din Bahramshah, lui offre une jeune et jolie esclave kiptchak. Elle s’appelait Afagh. Il se marie avec elle. C’était sa première femme, et sa bien-aimée, avec qui il a eu un seul et unique enfant, qu'il appela Mohammad Afagh. Sa femme mourut juste après l’achèvement de Khosrow et Chirine. Étrangement, les deux autres épouses de Nizami meurent peu après l’achèvement d’une de ses épopées. C’est la raison pour laquelle il se plaint amèrement auprès de Dieu avec ce verset : « Oh Dieu, pourquoi est-ce que pour chaque masnavi je dois sacrifier une femme ? »
De poésies lyriques aux poèmes didactiques de contenu moral et mystique, ses œuvres sont illustrées d'anecdotes, et très riches en puzzles et énigmes mythologiques persans, romaines/grecques, et arabes, mathématiques, astronomiques, littéraires et légendaires, etc.. Mais il est célèbre surtout pour ses épopées romanesques. Son art est la construction de cinq romans en poésie, regroupés sous le titre de Khamsa, :
- Makhzan al-Asrar (en) (« Le trésor des mystères »), composé en 1174 ou 1175, est un poème didactique[10].
- Khosrow et Chirine conte la vie et les amours du roi sassanide, Khosrow II, et de la princesse chrétienne, Chirine.
- Leïla et Madjnoun, inspiré d'une vieille légende arabe, est l'histoire d'une passion amoureuse mutuelle qui ne s'accomplit que dans la mort[11].
- Les Sept Beautés a pour héros le roi sassanide, Bahram Gour, célèbre pour ses exploits et ses amours ; ses sept épouses, filles des rois des Sept Climats, lui content chacune une histoire merveilleuse[12].
- Le Livre d'Alexandre[13] exalte la sagesse surhumaine du conquérant Alexandre le Grand, « figure divinisée, comme un composant de messages prophétiques[14] » dans la tradition du monde islamique.

Il est par ailleurs très difficile d'accès, puisqu'il a un langage codé et très complexe. Seyyed Mohammad Ali Oraizi (1882-1954), savant iranien, a consacré une grande partie de sa vie aux œuvres de Nizami, afin de tâcher de les interpréter.

## Comparaisons
Avec Khadjou Kermani (livre : Homa et Homayoon)

Avec Ferdowsi (livre : Bijan et Manijeh)

Avec Saadi

Avec Shakespeare
Il y a une logique évidente à comparer Layli [Layla] et Majnun de Nizami avec Roméo et Juliette de Shakespeare. Chacun incarne la romance des amants étoilés dans sa propre tradition et invite ainsi toute personne familiarisée avec les deux œuvres à les lire l'une contre l'autre. Essayer de le faire, cependant, c'est se trouver à tâtons pour un terrain d'entente qui est plus large et plus ferme que la pensée exprimée dans la vieille pensée, la vieille parole, le vieil proverbe ou le vieil adage « Le chemin de l'amour véritable n'a jamais fonctionné sans heurts. » Outre les différences évidentes et significatives de temps, de langue et de contexte historique, il existe des distinctions formelles entre eux qui modifient fondamentalement la façon dont le poète aborde les questions de caractère, d'intrigue et de rythme.
Pour faire court, Roméo et Juliette est une pièce d'un genre très particulier, une tragédie, et elle a été écrite pour être vue et entendue dans une performance publique qui durerait un peu moins de deux heures. Le poème de Nizami est un récit romantique qui a été écrit pour être lu à un rythme beaucoup plus tranquille, et généralement, on suppose, dans la solitude. Ajoutons également que dans l'ensemble de ses œuvres, « Shakespeare dessine la naissance et le processus de la formation d’État-nation en Angleterre ». C’est la raison pour laquelle Roméo et Juliette représentent la guerre des Deux-Roses en Angleterre, qui a eu lieu entre la Maison de Lancastre et la Maison d’York. Le but de Shakespeare est de résoudre ces affrontements et de montrer l’absurdité de tel conflit.

## Critiques
La poésie iranienne représentait toutes les particularités de la poésie classique à caractère moral et social dont Nezâmi est l’un des pionniers. À ce propos, dans son ouvrage intitulé Anthologie persane, Henri Massé souligne : « Nizami est le maître de l’épopée romanesque autrement dit, du roman versifié. C’est le Chrestien de Troyes de la littérature persane. Aussi habile que savant, possédant toutes les ressources du métier poétique, il est un admirable artiste. »

## Œuvres

### Liste
Le Khamsé se compose de cinq œuvres distinctes :
1. Le Trésor des mystères (en persan : مخزن‌الاسرار / Makhzan-ol-Asrâr ; 1165) ;
2. Khosrow et Chirine (en persan : خسرو و شیرین / Khosrow o Chirine ; 1180) ;
3. Leïli et Madjnoun (en persan : لیلی و مجنون / Leïli o Madjnoun ; 1188) ;
4. Les Sept Beautés (en persan : هفت‌پیکر / Haft-Peïkar, aussi traduit par « Les Sept Figures [de beauté] », « Les Sept Idoles » ou « Les Sept Portraits ») ou le Livre de Bahram (en persan : بهرام‌نامه / Bahrâm-Nâmé; 1191) ;
5. le Livre d'Alexandre (en persan : اسکندرنامه / Eskandar-Nâmé ; 1198).

### Influences
Son influence dans le domaine littéraire est gigantesque. Il a non seulement enrichi la poésie persane dans sa totalité, mais surtout a ouvert plusieurs voies.

### Caractéristiques
Ses œuvres sont notamment caractérisées par :
- universalité, en ce qu'il réunit toutes les figures ;
- force infinie ;
- usage de métaphores, d'allégories, etc. ;
- imagination et innovation ;
- éloquence ;
- primauté.

« Son œuvre harmonique, est remplie de synecdoques. Il emploie sans cesse ses savoirs minutieux et infinis en astronomie, chimie, histoire, mythologie, religion, mysticisme, médecine… Finalement, son œuvre est un tableau parfait, une topographie des mots et des choses, un mélange de conglobations et d’antanaclases. »

## Commémorations
Pour le 880e anniversaire de sa naissance, la République d'Azerbaïdjan a proclamé l'année 2021 « Année Nizami Gandjavi ».